# 343664 Nataliemainzer
343664 Nataliemainzer è un asteroide della fascia principale. Scoperto nel 2010, presenta un'orbita caratterizzata da un semiasse maggiore pari a 3,2267514 au e da un'eccentricità di 0,0687915, inclinata di 8,93240° rispetto all'eclittica.